# جسر جنداس
جسر جنداس  المعروف أيضا باسم  جسر بيبرس، هو جسر أثري  بني عام 1273 م في فلسطين، على الطريق القديم المؤدي من الجنوب إلى اللد والرملة. جسر جنداس هو الأكثر شهرة من بين العديد من الجسور التي أنشأها السلطان بيبرس في فلسطين، والتي تشمل جسر يبنا وجسر إسدود.

## التاريخ

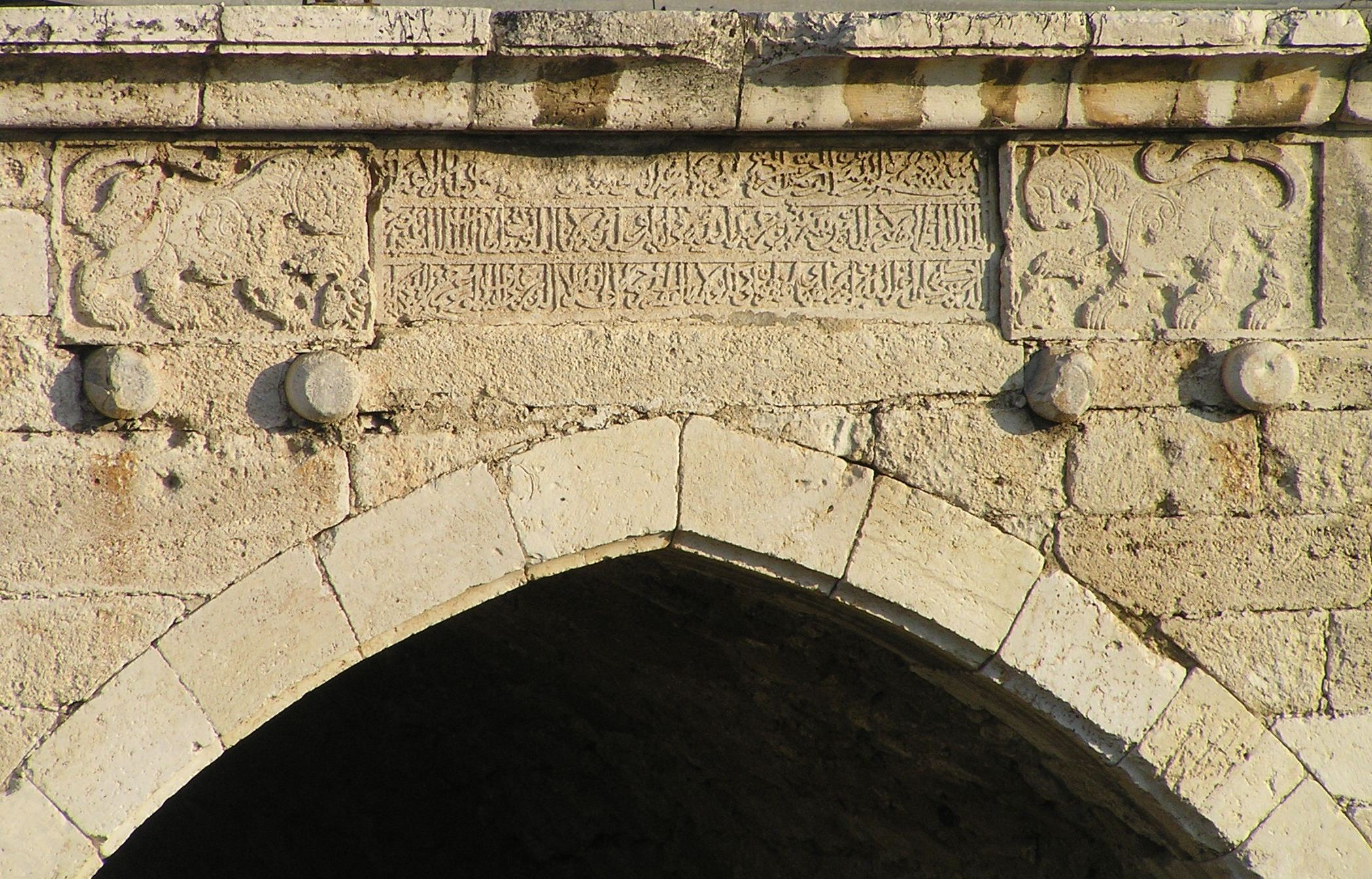
نقش من عام 1273 م

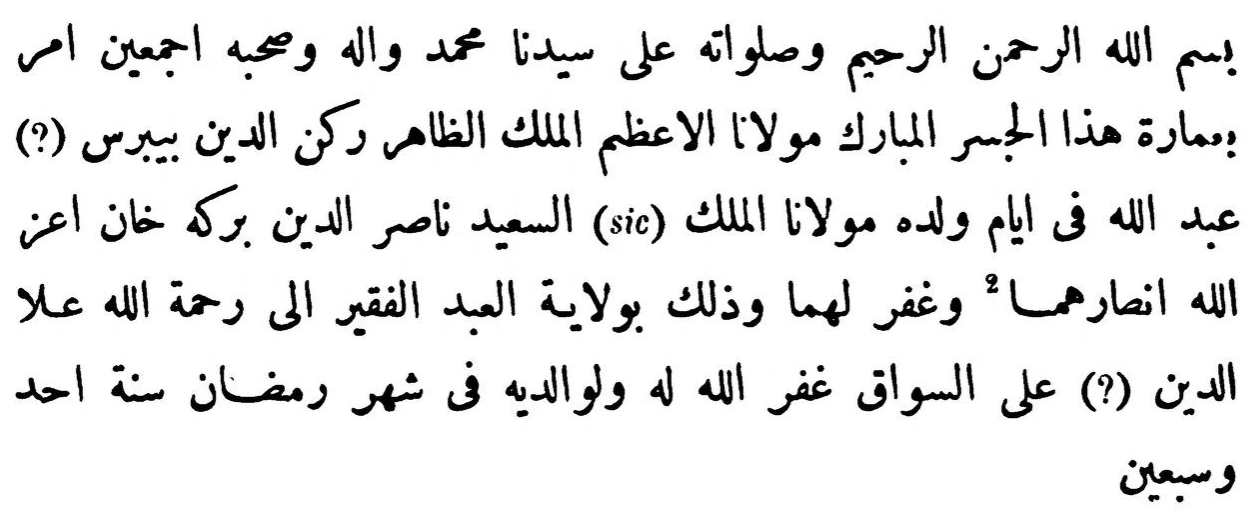
نسخ للنقش من قبل المستشرق الفرنسي كليرمونت-غاني في عام 1888

يعود تاريخ بناء الجسر الحالي لعام 672 هـ 1273 م، لكن هناك اعتقاد بأن أساساته تعود إلى العصر الروماني.

نقش على الواجهتين الغربية والشرقية من الجسر نقشين متطابقين  تقريباً، ويحيط بها اثنين من الأسود (أو الفهود). النقش على الشرق كما يلي:
«بسم الله الرحمن الرحيم وصلواته على سيدنا محمد وعلى آله وصحبه أجمعين، أمر بعمارة هذا الجسر المبارك مولانا المعظم الملك الظاهر ركن الدين بيبرس ابن عبد الله في أيام ولده مولانا الملك (..) السعيد ناصر الدين بركة خان أعز الله أنصارهما وغفر لهما وذلك في بولاية العبد الفقير إلى رحمته الله علاء الدين السواق غفر الله له ولوالديه في شهر رمضان سنة أحد وسبعين»
علاء الدين السواق  المذكور بالنقش كان نفس الوالي المكلف بالإشراف على بناء المسجد الكبير في اللد قبل ثلاث سنوات من تاريخ بناء الجسر.

## الوصف
طول الجسر أكثر من 30 متر وعرضه 10 أمتار، يمتد من الشمال إلى الجنوب. وهو يتألف من ثلاثة أقواس واثنين من  الدعامات في الوسط، القوس المركزي أوسع من القوسيين الجانبيين.